# Shelayna Oskan-Clarke
Shelayna Oskan-Clarke (Sunderland, 20 gennaio 1990) è una mezzofondista britannica.

## Progressione

### 400 metri piani
| Stagione | Tempo | Luogo      | Data      | Rank. Mond. |
| -------- | ----- | ---------- | --------- | ----------- |
| 2018     | 54"22 | Eton       | 2-6-2018  | 586ª        |
| 2017     | 53"38 | Eton       | 3-6-2017  | 310ª        |
| 2016     | 53"36 | Edmonton   | 2-7-2016  | 300ª        |
| 2015     | 54"14 | Lede       | 23-5-2015 | 505ª        |
| 2014     | 54"49 | Lede       | 31-5-2014 | 617ª        |
| 2013     | 56"06 | Bedford    | 27-5-2013 | 1492ª       |
| 2012     | 54"86 | Londra     | 6-5-2012  | 764ª        |
| 2011     | 53"20 | Birmingham | 20-8-2011 | 213ª        |
| 2010     | 54"36 | Birmingham | 5-6-2010  | 471ª        |
| 2009     | 54"86 | Bedford    | 28-6-2009 | 616ª        |
| 2008     | 54"39 | Eton       | 27-7-2008 | 485ª        |

### 800 metri piani
| Stagione | Tempo   | Luogo          | Data      | Rank. Mond. |
| -------- | ------- | -------------- | --------- | ----------- |
| 2019     | 2'03"45 | Oslo           | 13-6-2019 | 110ª        |
| 2018     | 2'00"39 | Berlino        | 8-8-2018  | 41ª         |
| 2017     | 1'59"82 | Londra         | 9-7-2017  | 28ª         |
| 2016     | 1'59"45 | Rio de Janeiro | 18-8-2016 | 23ª         |
| 2015     | 1'58"86 | Pechino        | 27-8-2015 | 17ª         |
| 2014     | 2'01"94 | Doha           | 9-5-2014  | 87ª         |
| 2013     | 2'03"52 | Watford        | 7-8-2013  | 162ª        |
| 2012     | 2'11"30 | Birmingham     | 22-6-2012 | 1292ª       |
| 2011     | 2'08"02 | Watford        | 11-6-2011 | 565ª        |
| 2010     | 2'08"25 | Watford        | 28-7-2010 | 585ª        |
| 2009     | 2'06"29 | Watford        | 13-6-2009 | 342ª        |
| 2008     | 2'09"20 | Eton           | 9-8-2008  | –           |

### 800 metri piani indoor
| Stagione  | Tempo   | Luogo      | Data      | Rank. Mond. |
| --------- | ------- | ---------- | --------- | ----------- |
| 2018-2019 | 2'01"16 | Birmingham | 16-2-2019 | 14ª         |
| 2017-2018 | 1'59"81 | Birmingham | 4-3-2018  | 5ª          |
| 2016-2017 | 2'00"39 | Belgrado   | 5-3-2017  | 4ª          |
| 2015-2016 | 2'02"66 | Gent       | 13-2-2016 | 25ª         |
| 2014-2015 | 2'02"91 | Sheffield  | 15-2-2015 | 23ª         |
| 2013-2014 | 2'03"52 | Birmingham | 15-2-2014 | 38ª         |
| 2012-2013 | 2'09"32 | Edmonton   | 27-1-2013 | 239ª        |
| 2011-2012 | 2'07"71 | Edmonton   | 3-3-2012  | 165ª        |
| 2010-2011 | 2'07"93 | Edmonton   | 30-1-2011 | 161ª        |
| 2009-2010 | 2'09"14 | Edmonton   | 27-2-2010 | 213ª        |
| 2008-2009 | 2'18"72 | Sheffield  | 14-3-2009 | –           |

## Palmarès
| Anno | Manifestazione          | Sede           | Evento      | Risultato  | Prestazione | Note                                     |
| ---- | ----------------------- | -------------- | ----------- | ---------- | ----------- | ---------------------------------------- |
| 2015 | Europei indoor          | Praga          | 800 m piani | Batteria   | 2'05"08     |                                          |
| 2015 | Mondiali                | Pechino        | 800 m piani | 5ª         | 1'58"99     |                                          |
| 2016 | Giochi olimpici         | Rio de Janeiro | 800 m piani | Semifinale | 1'59"45     | Miglior prestazione personale stagionale |
| 2017 | Europei indoor          | Belgrado       | 800 m piani | Argento    | 2'00"39     | Miglior prestazione personale            |
| 2017 | Mondiali                | Londra         | 800 m piani | Semifinale | 2'02"26     |                                          |
| 2018 | Mondiali indoor         | Birmingham     | 800 m piani | Bronzo     | 1'59"81     | Miglior prestazione personale            |
| 2018 | Giochi del Commonwealth | Gold Coast     | 800 m piani | Batteria   | 2'00"81     |                                          |
| 2018 | Europei                 | Berlino        | 800 m piani | 8ª         | 2'02"26     |                                          |
| 2019 | Europei indoor          | Glasgow        | 800 m piani | Oro        | 2'01"16     |                                          |
| 2019 | Mondiali                | Doha           | 800 m piani | Semifinale | 2'10"89     |                                          |

## Campionati nazionali
- 2 volte campione britannico assoluto degli 800 metri piani (2016, 2017)
- 3 volte campione britannico assoluto degli 800 metri piani indoor (2017, 2018, 2019)

2009
- 6ª ai campionati britannici assoluti di atletica leggera (Birmingham, 11 luglio 2009), 400 metri piani - 54"98

2010
- Finale 2 ai campionati britannici assoluti di atletica leggera (Birmingham, 26 giugno 2010), 400 metri piani - 54"62

2011
- 6ª ai campionati inglesi assoluti di atletica leggera (Bedford, 17 luglio 2011), 200 metri piani - 24"97
- Argento ai campionati inglesi assoluti di atletica leggera (Bedford, 17 luglio 2011), 400 metri piani - 53"61
- Finale 2 ai campionati britannici assoluti di atletica leggera (Birmingham, 30 luglio 2011), 400 metri piani - 54"21

2012
- Eliminata in semifinale ai campionati britannici assoluti di atletica leggera indoor (Sheffield, 11 febbraio 2012), 400 metri piani - 54"84
- Eliminata in batteria ai campionati inglesi assoluti di atletica leggera (Birmingham, 3 giugno 2012), 200 metri piani - 25"94
- Finale 2 ai campionati britannici assoluti di atletica leggera (Birmingham, 2 giugno 2012), 400 metri piani - 56"02
- Eliminata in batteria ai campionati britannici assoluti di atletica leggera (Birmingham, 22 giugno 2012), 800 metri piani - 2'11"30

2013
- Bronzo ai campionati britannici assoluti di atletica leggera (Birmingham, 13 luglio 2013), 800 metri piani - 2'03"59

2014
- Argento ai campionati britannici assoluti di atletica leggera (Sheffield, 9 febbraio 2014), 800 metri piani - 2'06"66
- 6ª ai campionati britannici assoluti di atletica leggera (Birmingham, 29 giugno 2014), 800 metri piani - 2'03"03

2015
- Argento ai campionati britannici assoluti di atletica leggera indoor (Sheffield, 15 febbraio 2015), 800 metri piani - 2'02"91
- Argento ai campionati britannici assoluti di atletica leggera (Birmingham, 5 luglio 2015), 800 metri piani - 2'02"80

2016
- Oro ai campionati britannici assoluti di atletica leggera (Birmingham, 26 giugno 2016), 800 metri piani - 2'01"80

2017
- Oro ai campionati britannici assoluti di atletica leggera indoor (Sheffield, 11 febbraio 2017), 800 metri piani - 2'03"54
- Oro ai campionati britannici assoluti di atletica leggera (Birmingham, 2 luglio 2017), 800 metri piani - 2'01"54

2018
- Oro ai campionati britannici assoluti di atletica leggera indoor (Birmingham, 18 febbraio 2018), 800 metri piani - 2'00"06
- Argento ai campionati britannici assoluti di atletica leggera (Birmingham, 1º luglio 2018), 800 metri piani - 2'01"94

2019
- Oro ai campionati britannici assoluti di atletica leggera indoor (Birmingham, 10 febbraio 2019), 800 metri piani - 2'05"04